# 楽田原駅
楽田原駅（がくでんはらえき）は、かつて愛知県犬山市に存在した名古屋鉄道小牧線の駅（廃駅）である。

## 歴史
- 1931年（昭和6年）4月29日 - 追分駅として開業
- 1942年（昭和17年）頃 - 楽田原駅と改称
- 1944年（昭和19年） - 休止
- 1969年（昭和44年）4月5日 - 廃止

## 隣の駅
所属路線、隣の駅は営業時代のもの。
名古屋鉄道
大曽根線
楽田駅 - 楽田原駅 - 羽黒駅